# 新映画 (企業)
新映画株式会社（しんえいが-）は、かつて存在した日本の映画制作プロダクションである。通称新映画社。

## 略歴・概要
1950年（昭和25年）5月、太泉スタヂオ（のちの太泉映画、東映の前身の一社、現在の東映東京撮影所）の撮影所次長兼企画室長であった篠勝三が設立した。前年の1949年（昭和24年）10月1日に京都の東横映画（東映の前身の一社、現在の東映京都撮影所）と太泉スタヂオの作品を配給するため、東急資本が東京映画配給（東映の前身の一社）を設立したことを背景に、東横映画の一角を担うべく、設立された。製作には東横映画撮影所を使用した。
設立第1作は、雪吹周の原作を山本嘉次郎と高柳春雄が脚本に起こし、新東宝の志村敏夫が監督、東宝をレッドパージされ東横映画等に出演していた岸旗江、東横のマキノ光雄の妻・星玲子の姪・星美智子らを起用して製作した『肉体の白書』である。同作は、同年7月4日に東京映画配給の配給で公開された。
1951年（昭和26年）4月1日、東横映画、太泉映画、東京映画配給の3社が合併して東映が形成され、新映画社は独自の道を歩み始める。同年、大映と配給提携を結び、日活多摩川撮影所、その後進である大映東京撮影所（現在の角川大映撮影所）を出て、前年に今村貞雄のラジオ映画で1本を撮った伊賀山正徳を監督に『湯の町情話』、次いで『紅涙草』を製作、前者を同年8月17日、後者を11月23日にそれぞれ公開した。伊賀山は翌年には東映東京撮影所に入社した。
1952年（昭和27年）には、劇団民藝と製作提携を結び、宇野重吉、滝沢修ら同劇団陣の出演を得て、稲垣浩の執筆した脚本を島耕二が監督した『ある夜の出来事』、大映と製作でも提携し、同社の監督である安田公義が監督した『佐渡ガ島悲歌』を製作した。
その後、6年間は製作の記録が残っていない。篠勝三はその間、新東宝、東京映画、協同プロダクション、近代映画協会等の作品にプロデューサーとして関わっていた。
1958年（昭和33年）、江戸川乱歩の原作を陶山鉄が脚色し、山本弘之が監督した『蜘蛛男』を大映配給で発表 して後、新映画社の消息は知れない。

## フィルモグラフィ
- 『肉体の白書』 : 監督志村敏夫、1950年 - 配給 東京映画配給
- 『紅二挺拳銃』 : 監督小田基義、1950年 - 配給 東京映画配給
- 『軍艦すでに煙なし』 : 監督関川秀雄、1950年 - 配給 東京映画配給
- 『黄金バット 摩天楼の怪人』 : 監督志村敏夫、1950年 - 配給 東京映画配給
- 『湯の町情話』 : 監督伊賀山正徳、1951年 - 配給 大映
- 『紅涙草』 : 監督伊賀山正徳、1951年 - 配給 大映
- 『ある夜の出来事』 : 監督島耕二、1952年 - 共同製作劇団民藝、配給 大映
- 『佐渡ガ島悲歌』 : 監督安田公義、1952年 - 共同製作・配給 大映
- 『蜘蛛男』 : 監督山本弘之、1958年 - 配給 大映

## 註
1. 1 2 3 4  『日本映画発達史 III』、田中純一郎、中公文庫、1980年 ISBN 4122003059, p.359.
2. 1 2  肉体の白書、日本映画データベース、2009年11月16日閲覧。
3. ↑  伊賀山正光、日本映画データベース、2009年11月16日閲覧。
4. ↑  篠勝三、キネマ旬報、2009年11月16日閲覧。
5. ↑  蜘蛛男、日本映画データベース、2009年11月16日閲覧。